# Don Rigazio
Donald Edmond "Don" Rigazio, född 3 juli 1934 i Cambridge i Massachusetts, är en amerikansk före detta ishockeyspelare.
Rigazio blev olympisk silvermedaljör i ishockey vid vinterspelen 1956 i Cortina d'Ampezzo.